# Кевийи Руан
«Кевийи Руан Метрополь» (фр. Quevilly Rouen Métropole) — французский футбольный клуб из города Ле-Пети-Кевийи, Приморская Сена. Основан в 1902 году. Домашние матчи проводит на стадионе «Стад Робер Дьошон», вмещающем 8372 зрителей. Лучшим результатом для клуба в чемпионатах Франции является 7-е место в группе B Лиги 2 в сезоне 1970/71, а лучшим в XXI веке — 11-е место в сезоне 2022/23 Лиги 2. Лучший результат в розыгрышах национального кубка — выход в финал в сезонах 1926/27, где «Кевийи» проиграл марсельскому «Олимпику» со счётом 0:3, и 2011/12, где проиграл лионскому «Олимпику» 0:1. По результатам сезона 2023/24 выбыл из Лиги 2 и в сезоне 2024/25 выступает в Насьонале.  

## Достижения
- Чемпионат Франции

Прежний логотип «Кевийи»

  - 6 сезонов в Лиге 2 (1970—1972, 2017/2018, 2021—2024)
- Кубок Франции
  - Финалист (2): 1927, 2012
  - Полуфиналист (2): 1968, 2010

## Форма

### Домашняя
| 2021/22 | 2022/23 | 2023/24 | 2024/25 |

### Гостевая
| 2021/22 | 2022/23 | 2023/24 | 2024/25 |

### Резервная
| 2021/22 |

Источники:,